# Paraleuctra
Paraleuctra is een geslacht van steenvliegen uit de familie naaldsteenvliegen (Leuctridae). De wetenschappelijke naam van het geslacht werd voor het eerst geldig gepubliceerd in 1941 door John F. Hanson.

## Soorten
Paraleuctra omvat de volgende soorten:
- Paraleuctra alta Baumann & Stark, 2009
- Paraleuctra ambulans Shimizu, 2000
- Paraleuctra angulata Shimizu, 2000
- Paraleuctra cercia (Okamoto, 1922)
- Paraleuctra cervicornis Du & Qian, 2012
- Paraleuctra concava Shimizu, 2000
- Paraleuctra divisa (Hitchcock, 1958)
- Paraleuctra ezoensis Shimizu, 2000
- Paraleuctra forcipata (Frison, 1937)
- Paraleuctra hokurikuensis Shimizu, 2000
- Paraleuctra jewetti Nebeker & Gaufin, 1966
- Paraleuctra malaisei Zwick, 2010
- Paraleuctra occidentalis (Banks, 1907)
- Paraleuctra okamotoa (Claassen, 1936)
- Paraleuctra orientalis (Chu, 1928)
- Paraleuctra projecta (Frison, 1942)
- Paraleuctra sara (Claassen, 1937)
- Paraleuctra similis Shimizu, 2000
- Paraleuctra sinica Yang & Yang, 1995
- Paraleuctra tetraedra Harper, 1977
- Paraleuctra tianmushana Li & Yang, 2010
- Paraleuctra vershina Gaufin & Ricker, 1974
- Paraleuctra zapekinae Zhiltzova, 1974